# 帯広圏連絡道路
帯広圏連絡道路（おびひろけんれんらくどうろ）は、北海道帯広市のとかち帯広空港と中川郡池田町の道東自動車道池田ICを結ぶ地域高規格道路である。現在、地域高規格道路として整備を進める妥当性・緊急性等について基礎的な調査を実施する候補路線に指定されている。

## 概要
- 起点：北海道帯広市
- 終点：北海道中川郡池田町

## 通過市町村
- 帯広市 - 幕別町 - 池田町